# Chris Birkett
 (mai 2013).
Si vous disposez d'ouvrages ou d'articles de référence ou si vous connaissez des sites web de qualité traitant du thème abordé ici, merci de compléter l'article en donnant les références utiles à sa vérifiabilité et en les liant à la section « Notes et références ».
Chris Birkett, né le 14 avril 1953 à Aldershot (Angleterre), est un ingénieur du son, producteur de musique, compositeur et parolier anglais. Son instrument de prédilection est la guitare mais, étant multi-instrumentiste, il joue également de la guitare basse et des percussions. Son nom figure sur près de 100 millions d'albums vendus dans le monde entier et il a obtenu de multiples récompenses internationales pour son travail.

## Biographie

### Enfance et débuts
Chris Birkett est né à Aldershot, en Angleterre, le 14 avril 1953. À  quatorze ans, il forme son premier groupe et commence à jouer dans des clubs londoniens. À vingt et un ans, il part dix-huit mois en tournée en Allemagne avec le groupe The Montana Red Dog. 

### Carrière professionnelle
À vingt-trois ans, Chris Birkett rejoint à Londres le groupe anglais Love Affair dont le tube Everlasting Love est numéro un au hit parade durant de longs mois. Il se lie  ensuite au groupe Omaha Sheriff, sous contrat avec Tony Visconti, directeur de Good Earth Records. Visconti devient son mentor et lui apprend à tirer parti de toutes les ressources d’un studio d’enregistrement.
Chris Birkett se consacre alors à la réalisation d'albums. Il va ainsi travail avec des artistes tels que Sinéad O’Connor, Buffy Sainte-Marie, Alison Moyet, Dexys Midnight Runners, Talking Heads, The Pogues, Bob Geldof, Mel Brooks, Mango Groove, Siedah Garrett, Steve Earle, The Makumbi Orphan Choir and Scholar Choir, Ali Amran, Alain Chamfort, René Lacaille.
Il obtient de multiples récompenses saluant son travail :
- 1989 : Ampex d'Or pour l'album Silk and steel de 5 Star
- 1991 :  Platine pour  Nothing compares 2 U de Sinéad O'Connor
- 1993 : Ampex d'Or pour Hometalk de Mango Groove
- 2009 : Juno Award canadien pour Running for the drum de Buffy Sainte-Marie
- Et aussi des Disques d' Or pour son travail avec Dexys Midnight Runners, Alison Moyet, Mel Brooks, Steve Earl...

En 1993, il déménage vers la France, où il installe son studio d'enregistrement, et compose ses propres albums tout en renouant avec la scène.

## Collaborations et réalisations
| Artiste                                    | Rôle | Détail |
| ------------------------------------------ | --- | --- |
| Sinéad O'Connor                            | Coréalisateur                                                                                               | - 1989 Nothing compares 2 U (single, no 1 au niveau international) - 1990 I do not want what I haven’t got (album, no 1 au niveau international) - 1989 My Special Child                             |
| Sinéad O'Connor                            | Mixage | - 1987 Mandinka (single) - 1987 Put ’em on me (single) |
| Buffy Sainte-Marie                         | Coréalisateur, ingénieur du son, bassiste, guitariste, percussionniste                                      | - 1992 Coincidence and likely stories (album) - 1992 The big ones get away (single) - 1996 Up Where We Belong (album) - 2009 Running for the drum (récompensé par le Grammy Award au Canada en 2009) |
| Alison Moyet                               | Ingénieur du son, mixage                                                                                    | - 1985 That old devil called love (single, no 1 en Grande-Bretagne) |
| Alison Moyet                               | Ingénieur, mixage, guitariste                                                                               | - 1987 Love Letters |
| Dexys Midnight Runners                     | Ingénieur du son, mixage                                                                                    | - 1985 Geno (single, no 1 en Grande-Bretagne) |
| Talking Heads                              | Ingénieur du son, mixag                                                                                     | - 1987 Nothing but Flowers (morceau de l’album) |
| The Kane Gang                              | Ingénieur du son/mixage                                                                                     | - 1987 Miracle (album) |
| Boo Hewerdine (The Bible) and Darden Smith | Mixage | - 1989 Evidence (album) |
| The Pogues                                 | Ingénieur du son, mixage                                                                                    | - 1988 Johnny come lately (morceau de l’album) |
| Bob Geldof                                 | Arrangeur, mixage                                                                                           | - 2004 Pale White Girls (single) |
| 5 Star                                     | Ingénieur, mixage                                                                                           | - 1986 Silk and Steel (album, au Top 10 du hit parade anglais) |
| Michael Winslow                            | Ingénieur, mixage                                                                                           | - 1985 I am my own walkman (single) |
| John Otway                                 | Coréalisateur, cocompositeur                                                                                | - 1982 All balls and no Willy (album) |
| Mel Brooks                                 | Ingénieur, mixage                                                                                           | - 1982 It's good to be the King - 1983 To be or not to be |
| Wayne Hernandez                            | Ingénieur, coproducteur, cocompositeur                                                                      | - 1987 Telepathic (album) |
| Cry Cisco                                  | Artiste, coréalisateur, cocompositeur                                                                       | - 1988 Affro Dizzy Act (single, au Top 10 de Grande-Bretagne) |
| Mango Groove                               | Réalisateur                                                                                                 | - 1988 Mango Groove (album platinum) - 1990 Hometalk (album) |
| Siedah Garrett                             | Coparolier et compositeur                                                                                   | - 1988 Kiss of Life (titre de l’album produit par Quincy Jones et Rod Temperton) |
| Talitha MacKenzie                          | Ingénieur du son, arrangeur, mixage                                                                         | - 1994 Solas (album) - 1996 Spirod (album) - 2006 Indian Summer (album) |
| Thomas Dolby                               | Ingénieur du son                                                                                            | - 1988 The Golden age of Wireless (album) |
| Darden Smith                               | Ingénieur du son, mixage                                                                                    | - 1990 Trouble no more (album) |
| Laurie Freelove                            | Coréalisateur, ingénieur du son, mixage                                                                     | - 1991 Smells like truth (album) - 1991 Arms of a dream (single) |
| Guo Yue & Joji Hirota                      | Ingénieur du son, mixage                                                                                    | - 1994 Red Ribbon (album) |
| Chris C                                    | Réalisateur et ingénieur du son                                                                             | - 1994 Shine a light (album) |
| The Soul Brothers                          | Ingénieur du son, re-mixage                                                                                 | - 1994 Soul Mbaqanga (album) |
| Laurence Revey                             | Réalisateur, ingénieur du son, mixage                                                                       | - 1997 Derrière le miroir (album) |
| Steve Earle                                | Ingénieur du son, guitariste, percussionniste                                                               | - 1998 Copperhead Road (album) |
| Sierra Maestra (Buena Vista Social Club)   | Ingénieur du son, réalisateur, mixage                                                                       | - 2003 Rumbero Soy (album) |
| René Lacaille                              | Ingénieur du son, réalisateur, mixage                                                                       | - 2004 Mapou (album) |
| Story One                                  | Coréalisateur et ingénieur du son                                                                           | - 2006 Out of Season (single) - 2006 Beggars Belief (album) |
| Etran Finatawa (musiciens touaregs)        | Réalisateur, ingénieur du son et bassiste                                                                   | - 2006 Introducing Etran Finatawa (album, reconnu par la BBC comme le meilleur album de « musique du monde » en 2006)                                                                                |
| Fraser Anderson                            | Réalisateur, ingénieur du son et guitariste                                                                 | - 2007 Coming up for air (album) |
| Randi Graf                                 | Réalisateur, ingénieur du son                                                                               | - 2007 Climb right up (album) |
| The Makumbi orphan Choir and Scholar Choir | Réalisation au Zimbabwe et à Londres                                                                        | - 2008 Silent night (album à vocation humanitaire pour soutenir la mission jésuite au Zimbabwe) |
| Sara Eden                                  | Réalisateur, guitariste                                                                                     | - 2008 Bleu Nuit avec André Ciccarelli, Steve Shehan et Jean-Jacques Milto |
| David Zouzout                              | Réalisateur                                                                                                 | - 2008 Récital de piano classique |
| Ali Amran (Musique kabyle)                 | Réalisateur, Ingénieur du son, guitariste, bassiste et percussionniste                                      | - 2009 Aki d’amour ! avec Jean-Philippe Rykiel et Idir |
| NTO (Lynn et Thaine Taylor, Hawaï)         | Réalisateur, guitariste, percussionniste et bassiste                                                        | - 2009 Water colour dreams |
| Ali Amran (Musique kabyle)                 | Réalisateur, Ingénieur du son, guitariste, lap steel, dulcimer, powwow drum, shaker, chœurs, programmation. | - 2013 Tizi N Leryah |